# Lạng Giang
Lang Giang (en Idioma vietnamita Lạng Giang) es un distrito de Vietnam correspondiente a la Provincia de Bắc Giang en el Đông Bắc o noreste del país. Hasta el año 2003 la población en el distrito ascendía a 184.956 personas. El área del distrito es de 346 km² y su capital es Voi.
El distrito está administrativamente dividido en una localidad principal, Kép, y las siguientes comunas: Dĩnh Tri, Thái Đào, Đại Lâm, Tân Dĩnh, Xương Lâm, Tân Hưng, Hương Sơn, Xuân Hương, Mỹ Thái, Phi Mô, Tân Thanh, Mỹ Hà, Tiên Lục, Đào Mỹ, An Hà, Tân Thịnh, Hương Lạc, Nghĩa Hưng, Nghĩa Hòa, Quang Thịnh, Dương Đức y Yên Mỹ.